# Гилман (Илиноис)
Гилман (енгл. Gilman) град је у америчкој савезној држави Илиноис. По попису становништва из 2010. у њему је живело 1.814 становника.

## Демографија
Према попису становништва из 2010. у граду је живело 1.814 становника, што је 21 (1,2%) становника више него 2000. године.
| Група             | 2000.         | 2010.         |
| Белци             | 1.616 (90,1%) | 1.513 (83,4%) |
| Афроамериканци    | 4 (0,2%)      | 5 (0,3%)      |
| Азијати           | 6 (0,3%)      | 6 (0,3%)      |
| Хиспаноамериканци | 162 (9,0%)    | 265 (14,6%)   |
| Укупно            | 1.793         | 1.814         |